# Jorbot

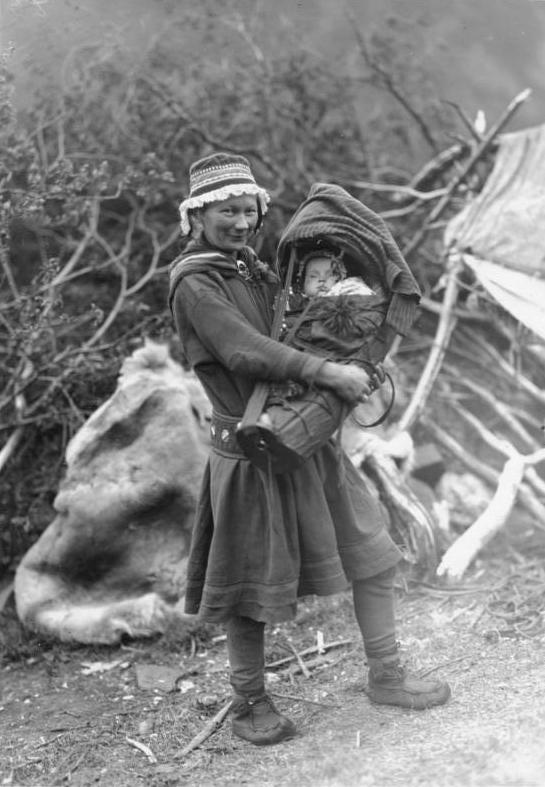
Kvinna med spetsklädd öronlappsmössa, jorbot.

Jorbot (samiska: jorbá) är en huvudbonad som används av samiska kvinnor i eller från nordsamiska Karesuando. 
Det är en öronlappsmössa som sedan slutet av 1800-talet är klädd med vit spets längs främre kanten. Mössan har en rund kulle som svänger ner över öronen från nacke till panna på sidorna. Jorbot bärs sommartid. Skupmot är den karesuandosamiska yttermössan som bars ovanpå jorbot under rajdflyttningarna.